# 申瓦尔德 (勃兰登堡州)
申瓦尔德（德語：Schönwald）是德国勃兰登堡州达默-施普雷瓦尔德县的一个市镇，总面积为44.93平方千米，2019年12月31日总人口1164人。